# チャド・ジョンソン (アメリカンフットボール)
チャド・ジョンソン（Chad Johnson 1978年1月9日- ）はフロリダ州マイアミ出身の元アメリカンフットボール選手。NFLのシンシナティ・ベンガルズ等に所属していた。現役時代のポジションはワイドレシーバー。これまでにプロボウルに6回、オールプロに4回選出されている。2008年シーズン中に背番号85に基づきチャド・ジョンソンからチャド・オチョシンコ(Chad Johnson Ochocinco)に改名した。結婚を機に2012年7月、チャド・ジョンソンに本名を戻した。

## 経歴

### NFL入りまで
高校卒業後、彼はオクラホマ州ラングストンにあるアフリカ系アメリカ人向けの大学であるラングストン大学に進学したがそこではアメリカンフットボールをしなかった。その後、カリフォルニア州のサンタモニカカレッジに転校し、現在カロライナ・パンサーズに所属するワイドレシーバーのスティーブ・スミスとチームメートになった。2000年にはデニス・エリクソンヘッドコーチのオレゴン州立大学からリクルートされて転校、ベンガルズでチームメートとなるT・J・フーシュマンザーデと共にプレーした。チームはその年11勝1敗で終えてフィエスタボウルではノートルダム大学を破った。またスタンフォード大学戦では大学記録となる97ヤードのタッチダウンレシーブを決めた。

### シンシナティ・ベンガルズ
2001年のNFLドラフト2巡目でシンシナティ・ベンガルズに指名されて入団した。1年目は28回のキャッチで329ヤードを獲得、1タッチダウンといった成績だったが2年目から先発に定着、2003年にはチーム記録となるシーズン1,355ヤードを獲得した。2004年には95回のキャッチで1,274ヤードを獲得、9タッチダウンをあげた。この年のクリーブランド・ブラウンズ戦では117ヤードを獲得し58-48での勝利に貢献した。2005年には1,432ヤードを獲得しチーム記録を更新した。4シーズン連続でAFCのレシービングヤードトップ、2003年から2007年まで5年連続でプロボウルに選出されている。
2006年4月20日に2011年まで契約を延長した。その年前半は怪我もあり第8週までにわずか483ヤード獲得、2タッチダウンしかあげていなかったがサンディエゴ・チャージャーズでは260ヤードを獲得、2タッチダウンと1試合でのチーム記録を更新した。翌週のニューオーリンズ・セインツ戦でも190ヤードを獲得、3タッチダウンをあげて31-16の勝利に貢献した。連続する2試合での450ヤード獲得は1989年にジョン・テイラーが作った448ヤードを更新するNFL記録となった。翌週も129ヤードを獲得し、3試合連続のレシーブ記録としては1970年のNFLとAFLの統合以来最高、それ以前も含めた記録に40ヤードと迫った。この年彼は87回のキャッチでNFLトップの1,369ヤードを獲得、7タッチダウンをあげた。フーシュマンザーデも1,000ヤード以上を獲得、チーム史上初めて2人のレシーバーが1,000ヤード以上達成した。この年のプロボウルのファン投票では987,650票を獲得しワイドレシーバー部門のトップとなった。
2007年にチームメートのクリス・ヘンリーがフィールド外のトラブルでNFLコミッショナーのロジャー・グッデルから8試合の出場停止を課される前、ESPNのインタビューでヘンリーがいかに真剣にフットボールに取り組んでいるか語った。
2007年のボルチモア・レイブンズとの開幕戦ではカーソン・パーマーからの39ヤードのTDパスを決めた後、将来のプロフットボール殿堂入りを予告するようなジャケット（Future H.o.F 20??と書かれた）を羽織った。第2週のクリーブランド・ブラウンズ戦では11回のキャッチで209ヤードを獲得したがチームは45-51で敗れた。この試合でアイザック・カーティスが持っていたチームの通算レシーブヤード記録を更新した。第9週のバッファロー・ビルズ戦でドンテ・ホイットナーとコイ・ワイアーにサンドイッチにされて病院に直行してCTスキャンの結果異状がないことが判明、翌週以降の試合を欠場することはなかった。11月25日のテネシー・タイタンズとの試合では自己ベストの12回のキャッチで103ヤードを獲得、3タッチダウンをあげた。この試合での活躍で6シーズン連続で1000ヤードを超えるレシーブを達成、カール・ピケンズが作ったチーム記録を更新した。第15週にはフーシュマンザーデも1000ヤードのレシーブを達成、2年連続でチームには2人の1000ヤードレシーバーが誕生した。この年93回のキャッチで自身が2005年に作った記録を更新する1,440ヤードを獲得、3回目の記録更新となった。この年彼とフーシュマンザーデは共にプロボウルに出場した。
2008年のオフシーズンに2008年、2009年のドラフト1巡目指名権と引き替えでワシントン・レッドスキンズとのトレード話がもちあがったがこの話はまとまらなかった。6月18日に足首の手術を行い、8月5日にチームに合流した。8月17日のデトロイト・ライオンズとのプレシーズンゲームで左肩を負傷し退場した。
2008年チームはエースQBのカーソン・パーマーがシーズン早々に負傷して戦線離脱、開幕から8連敗を喫した。彼の成績もあがらず最初の4試合で11回のレシーブ、116ヤードの獲得、1タッチダウンにとどまった。続くジャクソンビル・ジャガーズで5回のレシーブで37ヤードを獲得、2タッチダウンをあげる活躍でチームは21-19で勝利し連敗が止まった。この年彼は53回のキャッチで540ヤード、4タッチダウンにとどまりルーキーシーズンを除くと自己最低の成績に終わった。
2009年のオフシーズンにはフィラデルフィア・イーグルスとニューヨーク・ジャイアンツが彼の獲得に興味を持っていることが報じられた。4月にはマービン・ルイスヘッドコーチがオチョシンコのトレードを予想する報道がしきりにされることに不満をもらした。
7月9日にTwitterを試合中に使用する予定であることを明かした。その後NFLは選手が試合前にTwitterを使用することを禁じた。
8月20日のニューイングランド・ペイトリオッツ戦では負傷したプレースキッカーのシェーン・グレアムに代わってエクストラポイントを決めて7-6でチームは勝利した。この年72回のキャッチで1,047ヤードを獲得、9タッチダウンをあげた。この年負傷したウェス・ウェルカーに代わり6度目となるプロボウルに選ばれた。これはベンガルズのWRとしてはリマー・パリッシュに並ぶチーム記録となった。
この年の最終週とディビジョナルプレーオフではチームはニューヨーク・ジェッツと対戦したが第17週の対戦前にマッチアップが予想されるダレル・リーヴィスにマンハッタンの電話ボックスの中でも俺をカバーすることはできないと挑発する発言を行った。

### ニューイングランド・ペイトリオッツ

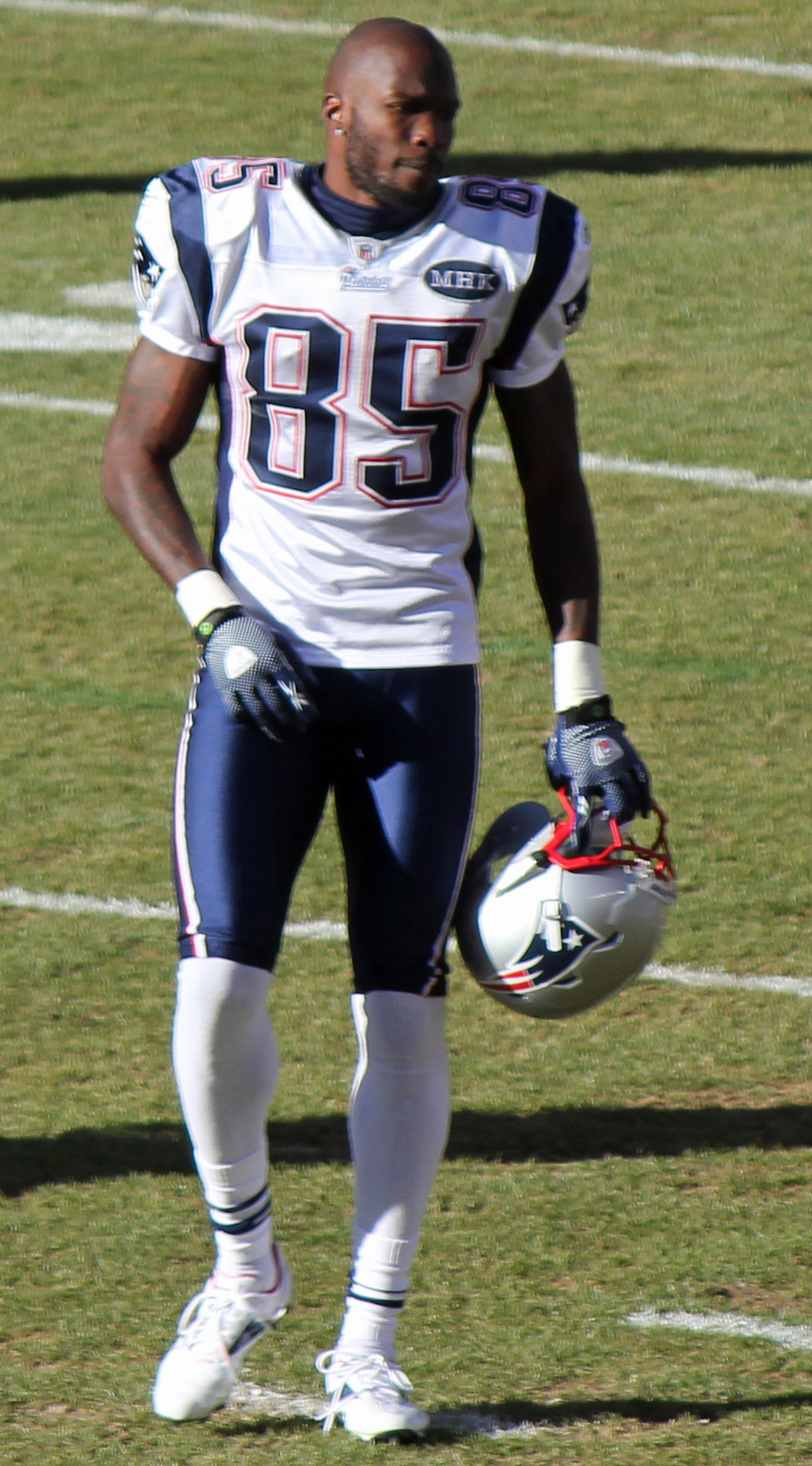
ペイトリオッツ時代のオチョシンコ

2011年の年俸が600万ドルと高額であった彼はドラフト1巡でチームがA・J・グリーンを指名したこともあり、7月にドラフト下位指名権と引き換えにニューイングランド・ペイトリオッツへの移籍が決定した。ベンガルズで前年まで彼がつけており、オチョシンコの意味、85番はアーロン・ヘルナンデスがつけていたが、無償で譲渡された。移籍1年目の2011年は15回のキャッチで276ヤード、1TDに終わった。この年ペイトリオッツは第46回スーパーボウル出場を果たしたが、控えレシーバーとして出場することに不満はないか質問した記者に対して夢だったスーパーボウル出場がかなったのに不満などないと述べている。2012年6月7日，ペイトリオッツから解雇された。残留に向けて3月には2012年の年俸ベースを300万ドルから100万ドルに契約見直しを行った。

### マイアミ・ドルフィンズ
2012年6月11日，マイアミ・ドルフィンズと1年契約を結んだ。同年7月、結婚を機にチャド・ジョンソンに名前を戻した。8月11日、新婚の妻に暴力を振るった疑いで逮捕された。NFL入り後ジョンソンが逮捕されたのは初めてのことであった。その後、ドルフィンズから放出された。この件では、執行猶予となったが、2013年5月、保護観察官との面談をさぼったため、逮捕された。6月10日、法廷での不真面目な態度を理由として、30日間の禁錮の判決を受けた。
2021年6月6日、43歳でボクシングデビュー戦を行い、フロイド・メイウェザー・ジュニア 対 ローガン・ポール戦の前座でブライアン・マクスウェルとエキシビションで対戦した。

## 主な記録
ベンガルズ記録
- シーズンレシーブヤード記録 1,440ヤード
- 通算レシーブ獲得ヤード
- 通算レシーブ回数
- 1試合でのレシーブヤード記録 260ヤード
- レシーブ1000ヤード以上獲得シーズン 7シーズン
- 1試合最多タッチダウンレシーブ 3回（タイ記録）

## プレースタイル
タッチダウンセレブレーションを好んでおりリーグがタッチダウンセレブレーションを制限した際には猛反対をした。クリーブランド・ブラウンズ戦ではブラウンズの熱狂的ファンが陣取るドッグ・パウンドに飛び込もうとして阻止されたり、グリーンベイ・パッカーズの本拠地、ランボー・フィールドでの試合を前にしてランボー・リープを狙ったり同地区のライバルであるピッツバーグ・スティーラーズ戦を前にスティーラーズの本拠地であるハインツ・フィールドの命名権を得ているハインツ社の主力商品であるマスタードを送ろうとしたがマービン・ルイスヘッドコーチに阻止された。
NFLからの罰金を恐れずにパフォーマンスを行っており、2009年11月のボルチモア・レイブンズ戦ではパス捕球成功のコールがされた後、レイブンズがチャレンジした際に審判に1ドル札を賄賂として渡すパフォーマンスをした際には2万ドルの罰金を受けた。また12月6日の試合ではメキシコの民族衣装であるソンブレロをかぶり、ボレロを身にまとって3万ドルの罰金を受けた。
また2006年のサンディエゴ・チャージャーズ戦ではショーン・メリマンがQBサックした際に見せるダンスを披露した。
2009年12月17日に亡くなったクリス・ヘンリーのユニフォームを次の試合で着用しようと考えたが騒ぎが大きくなることを考慮してとりやめている。
2010年8月25日、プレシーズンゲームのキックオフ90分前を切った時間におけるTwitterへの書き込みで2万5000ドルの罰金を科された。

## 改名
2006年10月25日にスペイン語で85を"Ochenta y cinco"と呼ぶことからOcho Cincoと改名したと発表、10月29日のアトランタ・ファルコンズ戦で彼はチャド・ジョンソンではなくOcho Cincoと書かれたユニフォームで登場した。試合中にはオチョシンコと書かれたユニフォームで出場しなかったものの5,000ドルの罰金が課された。その後2008年8月29日に法的に本名をオチョシンコに変更したが、2008年はリーボックとNFLの契約もありチャド・ジョンソンの名前が書かれたユニフォームでプレーを続けた。2009年のプレシーズンゲームからオチョシンコの名前が入ったユニフォームでプレーすることが許可された。
2011年、自身の名前を再びチャド・ジョンソンに戻したい意向を明らかにした。2012年には名前を戻したい理由を夏に結婚を控えている「妻に作り上げた姓を名乗って欲しくないから」と語った。

## その他
- EAスポーツのNFL Street 3の宣伝に登場している。またゲーム内でもクリントン・ポーティスやバイロン・レフトウィッチと共にナレーションをしている[38]。
- 従兄弟に同じくNFL選手のサマリ・ロール（英語版）、キーショーン・ジョンソン（英語版）がいる。
- 2009年12月のミネソタ・バイキングス戦では相手チームマスコットのラグナーから角笛をプレゼントされた[39]。
- 第44回スーパーボウルを取材し、モトローラと共同で設立した「オチョシンコ・ニュース・ネットワーク」で紹介した[40]。
- 2011年シーズンがロックアウトによって中止されたらプロサッカー選手になろうと考えていると発言している[41]。
- 2011年3月にメジャーリーグサッカーのカンザスシティ・ウィザーズ入団を目指し5日間のトライアウトに参加[42][43]。合格には至らなかったが、週に2～3日、控え選手の練習に参加できる権利を持つ「名誉選手」となった[44]。
- 2011年5月14日、8秒間雄牛を乗りこなせれば、新車と雄牛の命名権が獲得できるチャレンジに挑戦したが1秒半で振り落とされた。命名権を獲得した場合はマービン・ルイスと名づけるつもりだったと語った[45]。一連の振る舞いについてマイク・ブラウンベンガルズオーナーは「欲しいのはフットボール選手だ」と言及した[46]。
- 2011年7月21日、免許停止中に無免許運転を行い、逮捕された。この件で罰金200ドル、訴訟費用104ドルを課された[47]。
- 2012年3月4日に参加したチャリティーイベントでライオンにおしっこをかけられた。この事件について「怖くて感情的にさせる事故だった」と語っている[48]。